# Głowienka

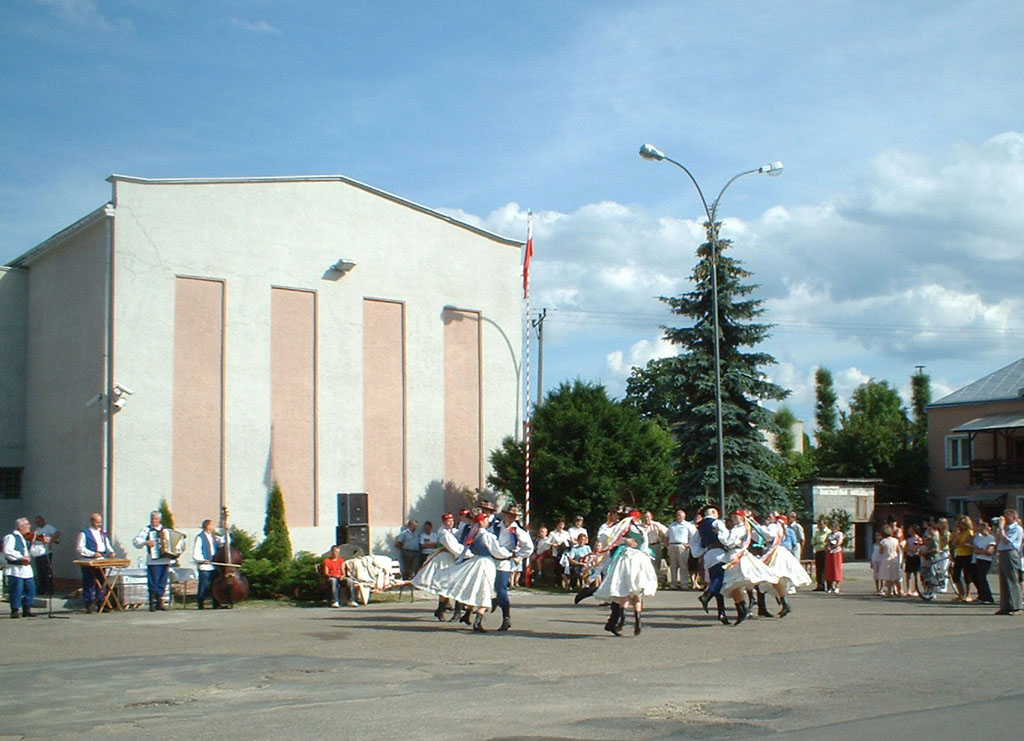
Auftritt der örtlichen Volksmusikgruppe in Głowienka

Głowienka (ukrainisch Ґловенка) ist eine Ortschaft mit einem Schulzenamt der Gemeinde Miejsce Piastowe im Powiat Krośnieński der Woiwodschaft Karpatenvorland in Polen.

## Geographie
Der Ort liegt am Bach Lubatówka im Sanoker Flachland. Die Nachbarorte sind die Stadt Krosno im Norden, Miejsce Piastowe im Südosten, Wrocanka im Süden, sowie Szczepańcowa im Westen.

## Geschichte
Nach Adam Fastnacht bestand das Dorf als eine ethnisch polnische Siedlung schon vor dem Jahr 1340, in der Zeit des Fürstentums Halytsch-Wolodymyr, und nach der Einnahme des westlichen Rands Rotrutheniens vom polnischen König wurde auf dem Grund des Dorfes die Stadt Krosno gegründet. Jedoch wurde das Dorf Glovnynka im Besitz des Vogts von Krosno erst im Jahr 1445 erstmals urkundlich erwähnt. Der Ortsname ist polnischer Herkunft (sogar die ruthenische Form Hlovjenka zeigt polnische Eigenschaften) und ist vom Wort główna (<*golvьna, vergleiche altpolnische głowa – [Wasser]Quelle) mit dem Suffix -inka abgeleitet. 1462 wurde es als Glowinka erwähnt. 1474 wurde Clowynka [Glowynka] in einem Angriff der Ungarn verwüstet.
Im 15. Jahrhundert wurde das Gebiet teilweise von Walddeutschen besiedelt und der NS-Historiker Kurt Lück bezeichnete Głowienka als ein deutsches Dorf, aber die Forscher Adam Fastnacht, sowie Wojciech Blajer sahen einzelne deutsche Nachnamen als unzureichendes Indiz zur endgültigen Beurteilung. Von den 26 im Jahr 1523 erwähnten Namen örtlicher Bauern hatten nur 1 oder 2 Nachnamen deutscher Herkunft, der Rest war überhaupt polnisch. 1532 gehörte es mit den Dörfern Krościenko Niżne, Białobrzegi und Suchodół zur Stadt Krosno. Erst 1565 wurde das Schulzenamt nach dem Magdeburger Recht im Dorf eingeführt.
Bei der Ersten Teilung Polens kam Głowienka 1772 zum neuen Königreich Galizien und Lodomerien des habsburgischen Kaiserreichs (ab 1804). Ab dem Jahr 1855 gehörte Głowienka zum Bezirk Krosno. Am 14. September 1900 wurde das Dorf von Franz Joseph I. besucht, weil dort eine große Truppenübung stattfand.
Nach dem Ende des Ersten Weltkriegs und dem Zusammenbruch der k.u.k. Monarchie kam Głowienka 1918 zu Polen. Unterbrochen wurde dies nur durch die Besetzung Polens durch die Wehrmacht im Zweiten Weltkrieg. Von 1975 bis 1998 gehörte Głowienka zur Woiwodschaft Krosno.